# TRePEV
La teoría de repulsión de pares de electrones de (la capa de) valencia (TRePEV o TRPECV), teoría VSEPR, o teoría de Gillespie es un modelo usado en química para predecir la forma de las moléculas o iones poliatómicos. Está basado en el grado de repulsión electrostática de los pares de electrones de valencia alrededor del átomo. También es llamada teoría Gillespie-Nyholm por sus dos principales desarrolladores.
La premisa de TRePEV es que los pares de electrones de valencia alrededor de un átomo se repelen mutuamente, y por lo tanto, adoptan una disposición espacial que minimiza esta repulsión, determinando la geometría molecular. El número de pares de electrones de valencia alrededor de un átomo, tanto enlazantes como no enlazantes, se denomina número estérico.
La TRePEV es generalmente comparada y contrastada con la teoría del enlace de valencia, que se ocupa de la forma molecular a través de orbitales que son energéticamente accesibles para formar enlaces. La teoría del enlace de valencia se ocupa de la formación de enlaces sigma y pi. La teoría de los orbitales moleculares es otro modelo para la comprensión de cómo los átomos y los electrones se ensamblan en moléculas e iones poliatómicos mediante la formación de orbitales moleculares.
La TRePEV ha sido criticada por no ser cuantitativa, y por lo tanto limitarse a la obtención cualitativa de las geometrías moleculares de las moléculas e iones poliatómicos covalentes, a pesar de que es estructuralmente precisa. Sin embargo también se han desarrollado campos de fuerza en mecánica molecular basados en la TRePEV.

## Historia
La idea de establecer una correlación molecular entre la geometría de una molécula y el número de electrones de valencia se presentó por primera vez en 1940 por Nevil Sidgwick y Herbert Powell en la Universidad de Oxford. En 1957 Ronald Gillespie y Ronald Sydney Nyholm del University College London refinaron el concepto construyendo una teoría detallada que permitía elegir, entre varias alternativas geométricas, la más adecuada para una molécula determinada.

## Descripción
La TRePEV (Teoría de Repulsión de Pares de Electrones de Valencia) está basada en la idea de que la geometría de una molécula o ion poliatómico del tipo ABn, donde A es el átomo central y B los átomos periféricos o ligandos, está condicionada principalmente por la repulsión de tipo culombiana entre los pares de electrones de la capa de valencia alrededor del átomo central.
La geometría predicha es aquella que proporciona a los pares de electrones de la capa de valencia la energía mínima. En realidad, da la casualidad que cuando una distribución de electrones es la adecuada, coincide con una repulsión interelectrónica mínima.
Los pares de electrones pueden ser de dos tipos dependiendo de si forman parte, o no, de un enlace, clasificándose en pares de enlace y pares sueltos, (también denominados pares libres, o pares no enlazantes).
Existen tres tipos de interacciones repulsivas entre los pares de electrones de una molécula, cada una con un determinado valor de intensidad. Ordenadas de mayor a menor repulsión las interacciones posibles son:
1. La repulsión par no enlazante - par no enlazante (PNE-PNE).
2. La repulsión par no enlazante - par enlazante (PNE-PE).
3. La repulsión par enlazante - par enlazante (PE-PE).

Teniendo en cuenta esta división en dos clases de pares, cualquier molécula de este tipo se puede expresar como ABnEm, donde n es el número de pares enlazantes y m el de pares de no enlace.
Una molécula con un atómo central que cumpla la regla del octeto tendrá cuatro pares de electrones en su capa de valencia. Si los cuatro pares son enlazantes los átomos enlazados se dispondrán en los vértices de un tetraedro regular. El ángulo de enlace tetraédrico es 109,5.º
Como se ha comentado, la repulsión par no enlazante - par no enlazante (PNE-PNE) se considera más fuerte que la repulsión par no enlazante - par enlazante (PNE-PE), la cual es a su vez más fuerte que la repulsión par enlazante - par enlazante (PE-PE). Entonces, el ángulo que formen dos pares enlazantes será más pequeño que el formado por los pares (PNE-PE) y este a su vez más pequeño que el formado por los pares (PNE-PNE).
En este sentido concuerda bastante bien con los datos experimentales. La explicación para justificar una mayor intensidad en la interacción PNE-PNE, y por tanto un ángulo de apertura mayor que en las demás interacciones, se basa en la mayor dispersión de la nube electrónica de los electrones alojados en los orbitales que no enlazan.

## Reglas adicionales para la predicción de la geometría molecular
- Las repulsiones ejercidas por los pares de enlace disminuyen al aumentar la electronegatividad de los átomos periféricos. Por ejemplo, si se comparan el NH3 con el NF3, moléculas con el átomo central pertenecientes al mismo grupo, y misma geometría, (piramidal), los ángulos de enlace son, respectivamente, 106.6 y 102.2.º Téngase en cuenta que el flúor presenta una electronegatividad de 3,98, en la escala de Pauling y el hidrógeno de sólo 2,20, frente al nitrógeno con 3.

- La formación de enlaces múltiples (dobles, triples...) no afecta a la estereometría de la molécula, la cual está determinada fundamentalmente por los enlaces {\displaystyle \sigma } y los pares de electrones libres.

- La repulsión entre pares de electrones no enlazantes de átomos con capas llenas es mayor que la repulsión entre pares de electrones no enlazantes pertenecientes a átomos con capas de valencia incompleta, como se puede observar en la progresiva disminución de los ángulos en la secuencia de moléculas H2S, H2Se, H2Te, H2O.

- Cuando el átomo central presenta la capa de valencia incompleta, y uno o más orbitales libres vacíos, existe una tendencia a que los pares de electrones libres de los átomos periféricos se transfieran al primero, como ocurre en el BF3. Los pares de electrones libres que rodean a los átomos de flúor pueden cederse al orbital pz vacío del boro.

- Cuando hay 5 o 7 pares de electrones las posiciones no son completamente equivalentes. Por ejemplo, en una molécula con geometría de bipirámide trigonal (5 pares), como es el caso del PF5, se pueden distinguir posiciones axiales y posiciones ecuatoriales.

## TRePEV frente a otras teorías
La TRePEV se compara y se contrasta con la teoría del enlace de la capa de valencia, la cual determina la forma la geometría molecular a través de los orbitales que son energéticamente accesibles para enlazar. La teoría de los orbitales moleculares se concentra más en la formación de enlaces sigma y pi. La teoría de los orbitales moleculares es un modelo más sofisticado para entender cómo átomos y electrones se ensamblan en moléculas e iones poliatómicos.
El método Axe es comúnmente usado para encontrar la geometría de las moléculas siguiendo la teoría TRePEV.

## Ejemplos
El metano (CH4) es tetraédrico porque hay cuatro pares de electrones. Los cuatro átomos de hidrógeno están posicionados en los vértices de un tetraedro, y el ángulo de enlace es de 109.5.º Es una molécula del tipo AB4. A es el átomo central y B representa a los otros átomos.
El amoníaco (NH3) tiene tres pares de electrones usados en enlaces, pero hay un par suelto de electrones en el átomo de nitrógeno. No está unido a ningún otro átomo, pero aun así influencia a la geometría a través de repulsiones. Como en el metano, hay cuatro regiones de densidad de electrones. Por lo tanto, la orientación general de las regiones de densidad electrónica es tetraédrica. Por otra parte, solo hay tres átomos externos. Es una molécula del tipo AB3E porque el par de electrones suelto es representado por una E. La forma general de la molécula es una pirámide trigonal porque el par suelto no es "visible". La geometría de una molécula se obtiene a partir de la relación de los átomos aun a pesar de que puede ser influenciada por los pares de electrones sueltos.
Debido a la mayor repulsión ejercida por el par de electrones no enlazante del N, mientras que el ángulo de enlace HCH predicho es de 109,5.º, el HNH del amoniaco deberá ser menor.
| Tipo de molécula | Forma                 | Disposición electrónica† | Geometría‡ | Ejemplos                 |
| ---------------- | --------------------- | ------------------------ | ---------- | ------------------------ |
| AB1En            | Molécula diatómica    |                          |            | HF, O2                   |
| AB2E0            | Lineal                |                          |            | BeCl2, HgCl2, CO2        |
| AB2E1            | Angular               |                          |            | NO2−, SO2, O3            |
| AB2E2            | Angular               |                          |            | H2O, OF2                 |
| AB2E3            | Lineal                |                          |            | XeF2, I3−                |
| AB3E0            | Triangular plana      |                          |            | BF3, CO32−, NO3−, SO3    |
| AB3E1            | Pirámide trigonal     |                          |            | NH3, PCl3                |
| AB3E2            | Forma de T            |                          |            | ClF3, BrF3               |
| AB4E0            | Tetraédrica           |                          |            | CH4, PO43−, SO42−, ClO4− |
| AB4E1            | Balancín              |                          |            | SF4                      |
| AB4E2            | Cuadrada plana        |                          |            | XeF4                     |
| AB5E0            | Bipirámide trigonal   |                          |            | PCl5                     |
| AB5E1            | Pirámide cuadrada     |                          |            | ClF5, BrF5               |
| AB5E2            | Pentagonal plana      |                          |            | XeF− 5                   |
| AB6E0            | Octaédrica            |                          |            | SF6                      |
| AB6E1            | Pirámide pentagonal   |                          |            | XeOF− 5, IOF2− 5         |
| AB7E0            | Bipirámide pentagonal |                          |            | IF7                      |

## Excepciones
Hay grupos de compuestos donde fallan las predicciones de la TRePEV. 

### Compuestos de metales de transición
No se pueden describir correctamente muchas estructuras de compuestos de metales de transición, lo que se puede atribuir a la interacción de los electrones d de la corteza electrónica interna con los ligandos, que se encuentran más allá de la esfera de coordinación de los pares solitarios.